# The Storygraph
The Storygraph (skrivet The StoryGraph, ibland kallad enbart StoryGraph) är en webbplatscommunity och en databas med metadata om litteratur och annat inom bokväsenet. Webbplatsen startades 2019 av britten Nadia Odunayo. Webbplatsen ses av många som ett alternativ till Amazonägda dominanten Goodreads, som anses ha en monopolliknande ställning på området. I februari 2025 hade The StoryGraph 3,8 miljoner aktiva medlemmar.